# Baofu
Baofu är en köping i Kina. Den ligger i provinsen Zhejiang, i den östra delen av landet, omkring 72 kilometer nordväst om provinshuvudstaden Hangzhou. Antalet invånare är 13 701. Befolkningen består av 6 765 kvinnor och 6 936 män. Barn under 15 år utgör 12,0 %, vuxna 15-64 år 73 %, och äldre över 65 år 14,0 %.
Runt Baofu är det ganska tätbefolkat, med 160 invånare per kvadratkilometer. Baofu är det största samhället i trakten. I omgivningarna runt Baofu växer i huvudsak blandskog.
Genomsnittlig årsnederbörd är 2 072 millimeter. Den regnigaste månaden är juni, med i genomsnitt 365 mm nederbörd, och den torraste är januari, med 83 mm nederbörd.